# Jerónimo Tristante
Jerónimo Salmerón Tristante (Murcia, 1969) è uno scrittore spagnolo.

## Biografia
Jerónimo Salmerón Tristante è nato a Murcia e iniziò i suoi studi in biologia presso l'Università di Murcia diventando successivamente insegnante di liceo di biologia e geologia.
Il suo primo romanzo Crónica de Jufré venne pubblicato nel 2001. I suoi lavori sono stati tradotti in Italiano, Francese e Polacco.
Dai suoi romanzi Il mistero di Casa Aranda e Il caso della vedova nera, con protagonista l'ispettore di polizia Victor Ros, è stata tratta l'omonima serie televisiva spagnola.

## Opere
- Cronica di Jufré (2003, come Jerónimo Salmerón Tristante) ISBN 978-84-7564-263-5
- Il rosso nell'azzurro (2005, come Jero Salmerón) ISBN 978-84-96364-39-4
- Il mistero di Casa Aranda (2008) ISBN 978-88-429-1527-0
- Il caso della vedova nera(2008) ISBN 978-84-96748-33-0
- El tesoro de los nazárenos (2009) ISBN 978-84-92429-48-6
- 1969: uno strano caso di assassinio e corruzione nell'anno in cui l'uomo andò sulla Luna (2009) ISBN 978-84-96748-95-8
- La tela del diavolo (2010)